# Jean Louis Martin Castagne
Pour les articles homonymes, voir Castagne.
Jean Louis Martin Castagne (né le 11 novembre 1785 à Marseille et mort le 16 mars 1858 à Miramas) est un diplomate, homme politique, botaniste et mycologue amateur français.

## Biographie
Louis Castagne est né le 11 novembre 1785 à Marseille dans la paroisse Saint-Ferréol. Son père, Honoré-Auguste Castagne (1758-1830), issu d'une famille de commerçants originaire de la république de Gênes, est négociant et vice-consul de France à Porto Maurizio en Ligurie. Sa mère, Marie-Louise de Gras (ca. 1760-1832) est d'ascendance noble. Louis est le deuxième d'une famille de neuf enfants, dont quatre seulement arriveront à l'âge adulte.
Envoyé par son père, avec son frère aîné Auguste Castagne, en Suisse où il est éduqué par un précepteur adepte de Rousseau qui donne volontiers ses leçons dans la nature, Louis Castagne se passionne pour la botanique. De retour à Marseille, il devient employé de banque et se lie avec un jeune collègue suisse, amateur de botanique lui aussi, du nom de Robillard. Les botanistes ne sont pas légion à Marseille, où un cours de botanique est professé en 1811 à l'hôtel de ville par Casimir Rostan,. Les deux jeunes gens fréquentent Bernard Gouffé de Lacour, directeur du jardin botanique de Marseille et Jean-Baptiste Salze, professeur de botanique à l'École de médecine, qui succédera à Gouffé de Lacour à la direction du jardin botanique,.
Fin 1814, Auguste Castagne, qui désire entamer une nouvelle carrière dans la diplomatie, demande à son frère cadet de venir le rejoindre à Constantinople pour prendre en mains la gestion du commerce familial. S'avérant homme d'affaires avisé et honnête, Louis Castagne est nommé « député du commerce français de Constantinople » en 1820. Lors de la rupture des relations diplomatiques entre la France et la Sublime Porte, à la suite de la guerre d'indépendance grecque, en l'absence de l'ambassadeur de 1827 à 1829, il fait fonction de « chef de la Nation française » près la Porte ottomane, sous le protectorat de l’ambassadeur de Hollande,. Il consacre ses loisirs à la botanique et entreprend de dresser un catalogue des plantes de Constantinople.
En 1833, Castagne prend sa retraite de Constantinople et voyage durant deux ans en Suisse, aux Pays-Bas et en Angleterre avant de revenir s'établir en France à Miramas dans le domaine de Montaud acquis par son frère une dizaine d'années auparavant. Il reprend ses travaux botaniques, mais renonce à de grandes herborisations et enrichit son herbier principalement grâce à des échanges ; il s'intéresse particulièrement aux champignons épiphytes microscopiques qu'il récolte dans sa propriété,. Il encadre de jeunes botanistes amateurs, comme Honoré Roux qui deviendra directeur adjoint du Jardin botanique de Marseille, et Alphonse Derbès, futur professeur de botanique à la Faculté des Sciences de Marseille, à qui il lèguera son herbier, sa bibliothèque et ses manuscrits.
Il se lance dans la politique communale : élu au conseil municipal de Miramas en 1840, il en devient maire en 1846, démissionne en 1848 pour être réélu en 1850, 1852 et 1855, et occuper ce poste jusqu'à son décès. Souffrant d'une maladie cardiovasculaire, il meurt en fonction le 16 mars 1858,.
Louis Castagne était membre de diverses sociétés scientifiques et savantes parmi lesquelles l'Académie des sciences, agriculture, art et belles-lettres d'Aix-en-Provence, l'Académie des sciences, lettres et arts de Marseille, la Société asiatique, la Société d'horticulture et d'arboriculture des Bouches-du-Rhône, la Société de médecine de Marseille, la Société de physique et d'histoire naturelle de Genève, la Société linnéenne de Lyon et la Société nationale des sciences naturelles et mathématiques de Cherbourg.

## Conseiller puis maire de Miramas
Très apprécié par ses concitoyens, Louis Castagne, qui est un des rares lettrés de Miramas, œuvre pour la modernisation de sa commune. En 1845, il fait voter la construction d'un « débarcadère » le long de la voie ferrée dont les travaux ont débuté en 1843. Inaugurée en 1848, la gare de marchandises ne sera ouverte aux voyageurs qu'en 1854, c'est là que se développera la ville actuelle,. En 1856, Castagne demande l'ouverture d'un véritable bureau de poste, mais ce projet ne verra le jour qu'après son décès. Un autre projet auquel il tient énormément est la création d'une fontaine pour amener l'eau au cœur du village, mais il n'en verra pas non plus la réalisation. Par testament, il lègue à la commune un capital de 1 200 francs dont la rente annuelle de 60 francs doit être utilisée pour habiller en hiver une fille et un garçon issus de familles parmi les plus pauvres de la commune. Cette tradition s'est maintenue pendant près d'un siècle après son décès.

## Œuvre botanique

### Floristique et taxonomie
Au début des années 1910, Castagne et  Robillard herborisent de concert et envoient leurs observations inédites à Augustin-Pyramus de Candolle. Ce dernier les remercie dans la préface du dernier volume de la Flore française publié en 1815, et leur attribue la description de la Sabline de Provence au sein du nouveau genre Gouffeia – dédié à Gouffé de Lacour –, et de quatre nouvelles espèces,. Plusieurs taxons décrits par Castagne ont fait l'objet de diverses recombinaisons ou de discussions systématiques : ainsi, la Sabline de Provence, Gouffeia arenarioides, est-elle reclassée dans le genre Arenaria d'abord par Grenier et Godron, sous le nom d’Arenaria massiliensis, puis sous le nom d’Arenaria provincialis par Chater & G.Halliday, Ajuga pseudoiva est recombiné comme une variété ou une sous-espèce d'Ajuga iva. Le statut de Colchicum longifolium, dont il récolte de nombreux spécimens, fait toujours l'objet de discussions : inclus dans le groupe de C. neapolitanum ou reconnu comme une espèce distincte, puis recombiné comme une variété de C. multiflorum.
Castagne décrit encore trois nouvelles espèces de phanérogames dans son catalogue des plantes des environs de Marseille. Ses observations sur les champignons épiphytes l'amènent à décrire de nombreuses nouvelles espèces d'Urédinées.
Son catalogue des plantes de Constantinople est resté inédit, mais ses observations communiquées à Augustin-Pyramus de Candolle, étayées par des spécimens d'herbier qu'il lui apporte lors de son passage à Genève en 1833,, sont mises à profit dans la Géographie botanique raisonnée publiée par Alphonse Pyrame de Candolle en 1855.

### Herbier
L'herbier de Louis Castagne, légué à Alphonse Derbès, est conservé parmi les herbiers historiques de la région Provence-Alpes-Côte d’Azur de l'université d'Aix-Marseille (herbier MARS). Il contient des phanérogames et des champignons (notamment des rouilles) récoltés principalement dans les Bouches-du-Rhône et en particulier dans son domaine de Montaud à Miramas, ainsi que des récoltes des environs de Constantinople.
Des doubles de ses récoltes se trouvent dans les herbiers de ses correspondants conservés notamment au Muséum national d'histoire naturelle à Paris
 et à l'université de Strasbourg.

### Publications
- Observations sur quelques plantes acotylédonées de la famille des urédinées et dans les sous-tribus des némasporées et des aecidinées, recueillies dans le département des Bouches-du-Rhône, Marseille, 1842.
- Observations sur quelques plantes acotylédonées recueillies dans le département des Bouches-du-Rhône, Aix, 1843.
- Catalogue des plantes qui croissent naturellement aux environs de Marseille, Aix, 1851 (lire en ligne).
- Supplément au Catalogue des plantes qui croissent naturellement aux environs de Marseille, Aix, 1851 (lire en ligne).
- « Observations sur le reboisement des montagnes et des terrains vagues dans le département des Bouches-du-Rhône », Mémoire de l’Académie d’Aix-en-Provence, Aix, 1851.
- « Fusée-Aublet, né en 1723, mort en 1778 », dans Alexandre Gueidon, Le Plutarque Provençal : Vies des hommes et des femmes illustres de la Provence ancienne et moderne, 1855 (lire en ligne).
- Catalogue des plantes qui croissent naturellement dans le département des Bouches-du-Rhône, Marseille, 1862 (lire en ligne).Manuscrit inédit légué par Louis Castagne à Alphonse Derbès. Ce catalogue a été complété et publié au nom de Castagne par Derbès qui a préfacé l'ouvrage (p. v-xiv), et y a ajouté une biographie de Castagne (p. xv-xxx)[32] ainsi qu'un « Aperçu général sur la végétation des Bouches-du-Rhône » (p. xxxi-liv).

## Hommages

### Statuaire

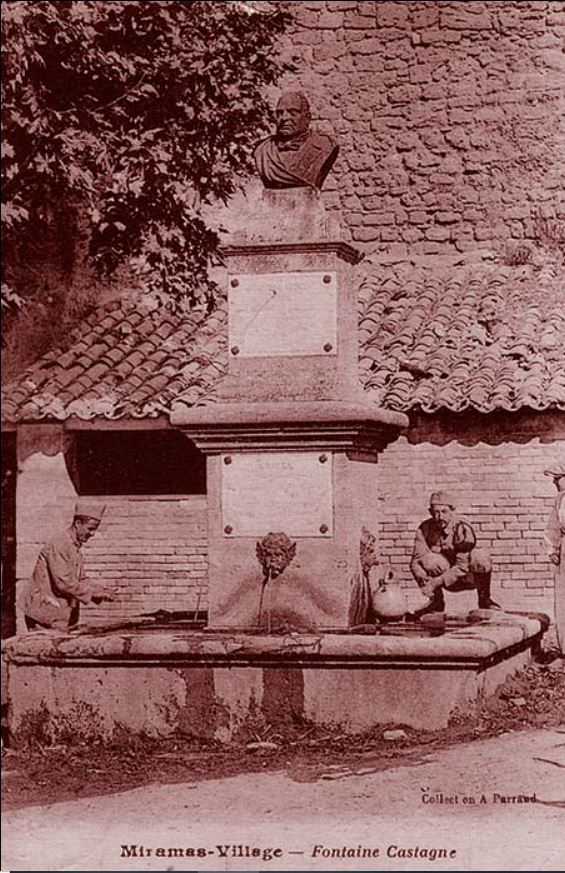
Fontaine et monument Castagne sur la place du vieux village de Miramas.

L'année même du décès de Louis Castagne, son successeur à la mairie, Joseph-François Amphoux de Belleval, propose qu'un monument soit érigé à sa mémoire. En 1859, la construction d'une fontaine sur la place du village est financée par un meunier contre le droit d’utiliser l’eau pour sa minoterie,. La fontaine est surmontée d'un monument, avec deux plaques commémoratives en marbre, supportant un buste en bronze.

### Décoration
Louis Castagne a été nommé chevalier de la Légion d'honneur pour les services diplomatiques qu'il a rendus à la France à Constantinople.

### Éponymie
Quatorze taxons lui ont été dédiés, notamment
, :
- Castagnea Derbès & Solier, 1856, un genre d'algues brunes ;
- Polysiphonia castagnei Kützing, 1863, une espèce d'algues rouges ;
- Castagnella G.Arnaud (en), 1914, un genre de champignons ;
- Cynosurus castagnei Jord. ex Martrin-Donos (es), 1864, et Phalona castagnei Fourr., 1869, tous deux synonymes de Cynosurus echinatus L., une espèce de Graminées ;
- Senecio castagneanus DC., 1838, une espèce de Composées ;
- Scrophularia castagneana Wydler (en), 1828, une espèce de Scrofulariacées.